# Alondes Williams
Alondes Louis Williams (Milwaukee, 19 giugno 1999) è un cestista statunitense.

## Carriera
Non scelto al Draft NBA 2022, il 4 luglio viene firmato dai Brooklyn Nets con un two-way contract; viene tagliato il 12 gennaio 2023.

## Statistiche

### NCAA
| Anno      | Squadra           | PG | PT | MP   | TC%  | 3P%  | TL%  | RP  | AP  | PRP | SP  | PP   |
| --------- | ----------------- | -- | -- | ---- | ---- | ---- | ---- | --- | --- | --- | --- | ---- |
| 2019-2020 | Oklahoma Sooners  | 31 | 11 | 16,6 | 43,8 | 28,3 | 63,6 | 1,9 | 0,6 | 0,4 | 0,1 | 6,0  |
| 2020-2021 | Oklahoma Sooners  | 24 | 14 | 18,5 | 48,1 | 16,7 | 83,9 | 2,8 | 1,3 | 0,7 | 0,3 | 6,7  |
| 2021-2022 | W.F. Dem. Deacons | 35 | 35 | 34,1 | 50,7 | 28,2 | 69,1 | 6,4 | 5,2 | 1,2 | 0,4 | 18,5 |
| Carriera  | Carriera          | 90 | 60 | 23,9 | 48,8 | 27,0 | 69,9 | 3,9 | 2,6 | 0,8 | 0,2 | 11,1 |

#### Massimi in carriera
- Massimo di punti: 36 vs Virginia Military (14 dicembre 2021)[3]
- Massimo di rimbalzi: 14 vs South Carolina-Upstate (11 dicembre 2021)
- Massimo di assist: 11 vs North Carolina State (2 marzo 2022)
- Massimo di palle rubate: 3 (3 volte)
- Massimo di stoppate: 3 (2 volte)
- Massimo di minuti giocati: 45 vs Syracuse (8 gennaio 2022)

### NBA

#### Regular Season
| Anno      | Squadra         | PG | PT | MP  | TC%  | 3P%  | TL% | RP  | AP  | PRP | SP  | PP  |
| --------- | --------------- | -- | -- | --- | ---- | ---- | --- | --- | --- | --- | --- | --- |
| 2022-2023 | Brooklyn Nets   | 1  | 0  | 5,0 | -    | -    | -   | 1,0 | 0,0 | 0,0 | 0,0 | 0,0 |
| 2023-2024 | Miami Heat      | 7  | 0  | 2,3 | 25,0 | 0,0  | 100 | 0,1 | 0,0 | 0,0 | 0,1 | 0,7 |
| 2024-2025 | Detroit Pistons | 1  | 0  | 4,0 | 100  | 100  | -   | 0,0 | 1,0 | 0,0 | 0,0 | 5,0 |
| Carriera  | Carriera        | 9  | 0  | 2,8 | 40,0 | 20,0 | 100 | 0,2 | 0,1 | 0,0 | 0,1 | 1,1 |

#### Massimi in carriera
- Massimo di punti: 3 vs Golden State Warriors (26 marzo 2024)
- Massimo di rimbalzi: 1 (2 volte)
- Massimo di assist: -
- Massimo di palle rubate: -
- Massimo di stoppate: 1 vs Toronto Raptors (14 aprile 2024)
- Massimo di minuti giocati: 5 vs Indiana Pacers (10 dicembre 2022)

### G League
| Anno      | Squadra           | PG | PT | MP   | TC%  | 3P%  | TL%  | RP  | AP  | PRP | SP  | PP   |
| --------- | ----------------- | -- | -- | ---- | ---- | ---- | ---- | --- | --- | --- | --- | ---- |
| 2022-2023 | Long Island Nets  | 35 | 20 | 27,0 | 47,2 | 36,7 | 68,8 | 4,1 | 2,8 | 1,0 | 0,4 | 12,3 |
| 2023-2024 | S. Falls Skyforce | 43 | 42 | 37,4 | 49,9 | 36,9 | 74,2 | 5,3 | 7,1 | 1,3 | 0,6 | 20,3 |
| 2024-2025 | Motor City Cruise | 18 | 18 | 32,3 | 45,5 | 29,1 | 82,4 | 4,1 | 3,7 | 1,2 | 0,5 | 18,4 |
| Carriera  | Carriera          | 96 | 80 | 32,7 | 48,2 | 35,3 | 74,9 | 4,6 | 4,9 | 1,2 | 0,5 | 17,1 |

## Palmarès
- NBA Development League Most Improved Player Award (2024)